# Zahrensdorf
Zahrensdorf – dzielnica gminy Kloster Tempzin w Niemczech, w kraju związkowym Meklemburgia-Pomorze Przednie, w powiecie Ludwigslust-Parchim, w związku gmin Sternberger Seenlandschaft. Do 31 grudnia 2015 samodzielna gmina.